# 구조암

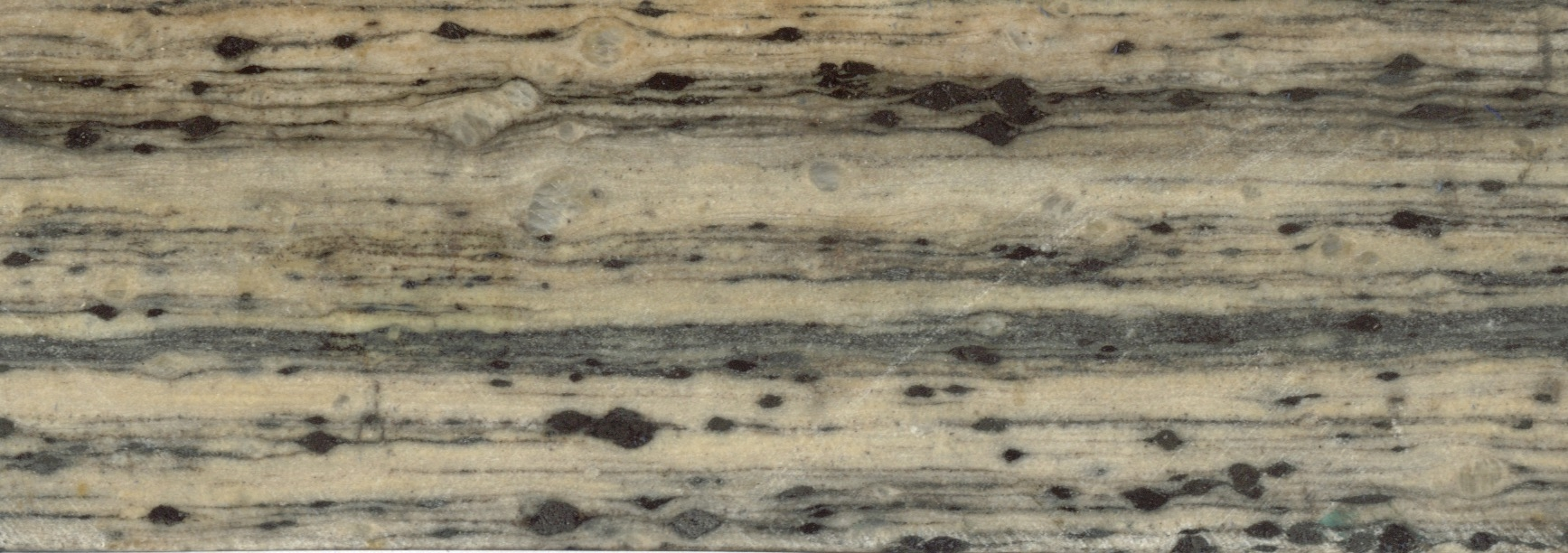
L-S 구조암

텍토나이트(Tectonite, Tekotonite) 또는 구조암(構造岩)은 변형의 역사를 잘 반영하는 조직(fabrics)을 갖고 있는 암석이다.
- S-구조암 : 변형에 의해 형성된 판상의 구조 요소가 두드러진 구조암.
- L-구조암 : 선상 요소가 우세하게 발달한 구조암.
- L-S 구조암 : 판상과 판상 요소가 동등하게 발달한 구조암.